# 梁容银
梁容银（1972年1月15日—），韩国高尔夫球球手。出生于韩国濟州。
在2009年8月16日击败了泰格·伍兹赢得了PGA锦标赛冠军，成为第一个取得殊荣的亚洲人。在国际高爾夫球球手排名中，此役之前他在全世界排第110名；此役的胜利使他一跃成为第34名。